# Czarne Górne
Czarne Górne is een plaats in het Poolse district  Kwidzyński, woiwodschap Pommeren. De plaats maakt deel uit van de gemeente Gardeja en telt 270 inwoners.